# دیوید آرکت
دیوید آرکِت (به انگلیسی: David Arquette) (زاده ۸ سپتامبر ۱۹۷۱) بازیگر آمریکایی است که با ایفای نقش در مجموعه جیغ (به انگلیسی: Scream) بیشتر شناخته شد.

## گزیده فیلم‌شناسی
- کله‌پوک‌ها(۱۹۹۴)
- وسایل نقلیه جاده(۱۹۹۴)
- فرانک و جسی(۱۹۹۴)
- قاتلان جاده‌ای (۱۹۹۵)
- جیغ (۱۹۹۶)
- مسیر مردگان (۱۹۹۶)
- هشداردهنده (۱۹۹۷)
- جیغ ۲ (۱۹۹۸)
- حریص (۱۹۹۹)
- هرگز بوسیده نشده (۱۹۹۹)
- جیغ ۳ (۲۰۰۰)
- ۳۰۰۰ مایل به گریسلند (۲۰۰۱)
- هیولاهای هشت‌پا (۲۰۰۲)
- ربودن سیناترا (۲۰۰۳)
- هملت ۲ (۲۰۰۸)
- جیغ ۴ (۲۰۱۱)
- جیغ (۲۰۲۲)
- نیمه خوب (۲۰۲۳)